# 콘수스
콘수스(Consus)는 로마 신화에 나오는 농업의 신이다. 수확한 농산물을 저장하는 창고를 관장하였으며, 로마의 아벤티누스 언덕에 신전이 있었다. 매년 8월 21일과 12월 15일에 제례를 올렸는데, 이를 콘수알리아라고 하였다. 제례를 올리는 날에는 농사일에 애쓴 말과 나귀의 머리에 화관을 걸어 주고 일을 시키지 않았다. 다산의 여신 옵스에 대한 제례도 8월 25일과 12월 19일에 올린 것으로 보아 서로 관련이 있는 농업축제로 여겨진다.